# Alex Hösl
Alex Hösl (* 9. August 1919 in Nordheim vor der Rhön; † 20. März 1977 zwischen Nordheim vor der Rhön und Neustädtles/Rhön) war ein deutscher Politiker (CSU).

## Leben und Beruf
Nach dem Besuch der Volks- und der Fortbildungsschule absolvierte Hösl von 1935 bis 1938 eine Ausbildung zum Werkzeugdreher bei den SKF Kugellagerfabriken Schweinfurt, die er mit der Facharbeiterprüfung abschloss. Von 1939 bis 1945 nahm er als Soldat am Zweiten Weltkrieg teil und wurde bei der Luftwaffe eingesetzt. Seine drei Brüder fielen im Krieg. Nach dem Kriegsende arbeitete er zunächst in seinem erlernten Beruf, wechselte später aber in die Gemeindeverwaltung.
Am 20. März 1977 erlitt Hösl, der schon geraume Zeit erhebliche gesundheitliche Probleme hatte, auf der Heimfahrt vom Feuerwehr-Kommandantentreffen des Landkreises, das im Ortsteil Neustädtles stattgefunden hatte, am Steuer seines PKW einen tödlichen Herzinfarkt.

## Abgeordneter
Hösl, der seit 1951 der CSU angehört hatte, war von 1954 bis 1962 Mitglied des Bezirkstages Unterfranken. Bei der Bundestagswahl 1961 wurde er in den Deutschen Bundestag gewählt, dem er bis zu seinem Tode angehörte. Im Parlament vertrat er den Wahlkreis Bad Kissingen. Zuletzt wurde er dort bei der Bundestagswahl 1976 mit 70,3 % der Erststimmen gewählt. Im Bundestag widmete er sich hauptsächlich der Deutschlandpolitik als Mitglied des Ausschusses für gesamtdeutsche und Berliner Fragen, später des Ausschusses für innerdeutsche Beziehungen. Er war aber auch in den Bereichen Kommunal-, Verkehrs-, Haushalts- und Forschungspolitik tätig.
Von 1965 bis 1972 war er Delegierter des Bundestages für die Beratende Versammlung des Europarates.

## Öffentliche Ämter
Hösl amtierte von 1948 bis zu seinem Tode als Bürgermeister der Gemeinde Nordheim. 1952 wurde er stellvertretender Landrat des Kreises Mellrichstadt und nach der Gebietsreform 1972 stellvertretender Landrat des Kreises Rhön-Grabfeld.

## Ehrungen
- 1972: Verdienstkreuz 1. Klasse der Bundesrepublik Deutschland
- 1973: Ehrenbürger von Nordheim vor der Rhön[1]
- Alex-Hösl-Straße in Nordheim vor der Rhön